# Monteferrante
Monteferrante – miejscowość i gmina we Włoszech, w regionie Abruzja, w prowincji Chieti.
Według danych na rok 2004 gminę zamieszkiwało 190 osób, gęstość zaludnienia: 12,7 os./km².